# Dornier Do 27
Dornier Do 27 byl německý jednomotorový užitkový letoun vlastností STOL vyráběný společností Dornier GmbH (později DASA Dornier a Fairchild-Dornier). Jednalo se o klasicky řešený hornoplošník s pevným záďovým podvozkem.

## Vznik a vývoj
Typ byl navržen filiálkou společnosti Dornier ve Španělsku podle požadavku španělských ozbrojených sil na lehký užitkový letoun, s motorem ENMA Tigre G.V o výkonu 150 hp (110 kW), jako Do 25, který ale nebyl zaveden do služby. První prototyp vzlétl 27. června 1955.
Většina sériových Do 27 byla vyrobena v Německu, kde byl první postavený kus zalétán 17. října 1956, a dalších padesát strojů vzniklo u španělské společnosti Construcciones Aeronáuticas SA pod označením CASA C.127.
Německá armáda a letectvo objednaly celkem 428 kusů, včetně verze Do 27B disponující dvojím řízením. Jednalo se o první letoun masově vyráběný v Německu po konci druhé světové války. Typ byl oceňován zejména pro svou relativně širokou a pohodlnou kabinu a výtečné vlastnosti při provozu z krátkých vzletových a přistávacích drah. Stroj unesl čtyři až šest cestujících.
Pozdější stroje s podobnými základními specifikacemi, ale vybavené podvozkem s větším rozchodem byly známé pod označením Do 27Q-5. Letoun byl také nabízen ve verzi s dvěma plováky jako Do 27S-1, a s motorem Lycoming GSO-480-B1B6 o výkonu 340 hp (254 kW) a třílistou vrtulí s označením Do 27H-2.
Kromě ozbrojených sil Německa a Španělska se dalším významným uživatelem stalo Portugalsko, které zakoupilo 40 nově vyrobených kusů a dalších 106 vyřazených z německé výzbroje. Portugalské letectvo je v 60. a 70. letech 20. století ve značném počtu nasadilo ve válce na území afrických kolonií Portugalska. V dubnu 1973 byly na území Portugalské Guiney (dnes Guinea-Bissau) dva stroje sestřeleny přenosnými protiletadlovými střelami SA-7 Grail.

## Varianty

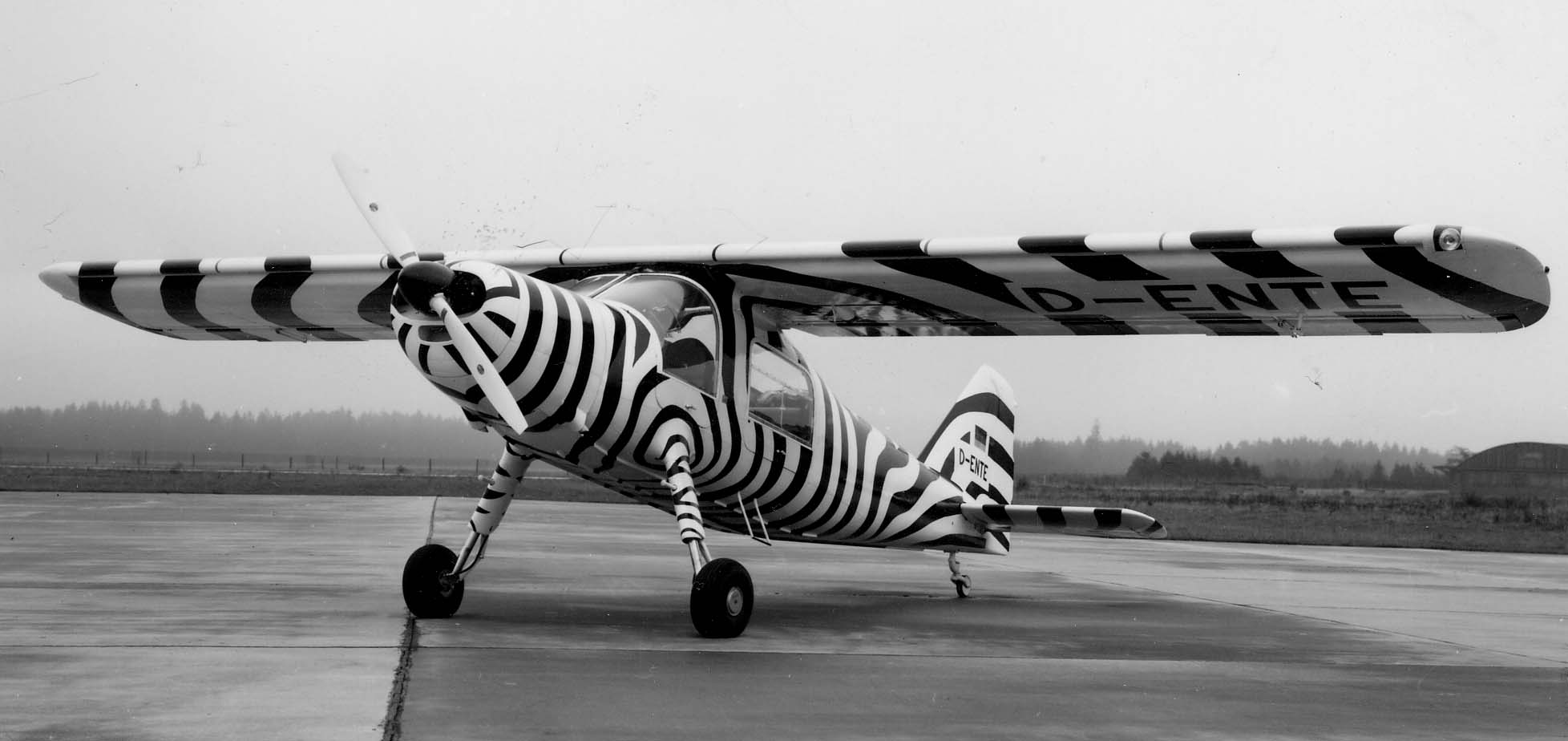
Do 27B-5 užívaný německým zoologem Bernhardem Grzimkem

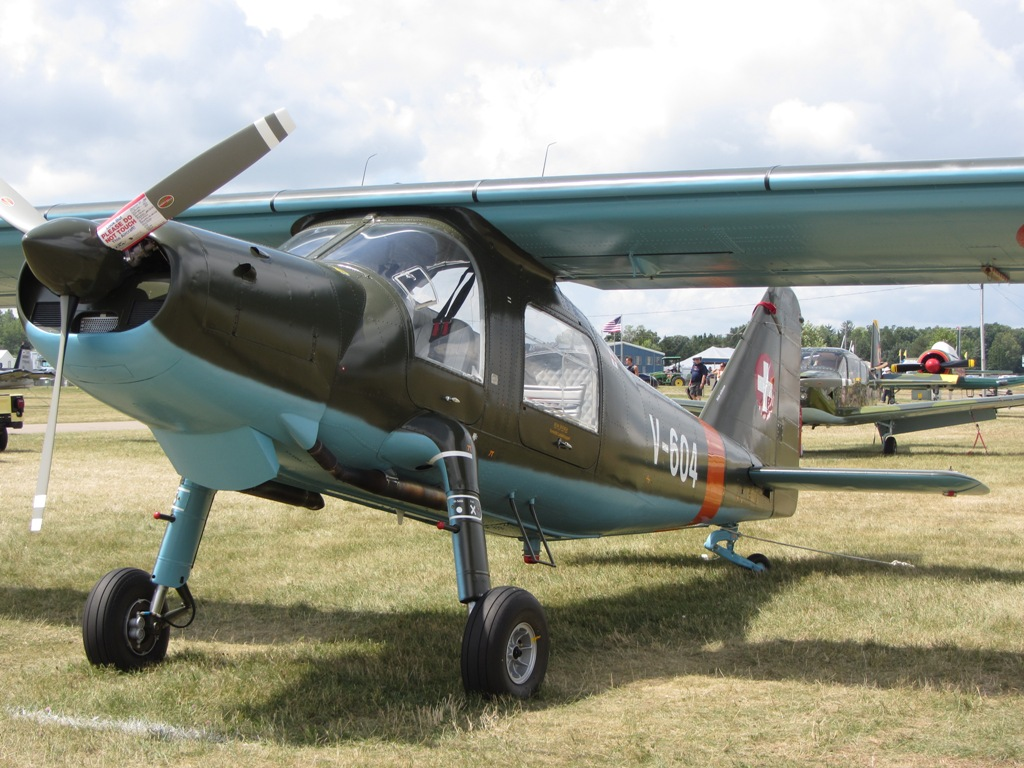
Do 27H-2

Do 25
Typ předcházející Do 27, který vznikl podle požadavků Španělska, poháněný motorem ENMA Tigre G.V o výkonu 150 hp (110 kW).
Do 27
Prototyp vzniklý ve dvou kusech.
Do 27A-1
Pětimístný vojenský užitkový letoun, postaveno 177 kusů.
Do 27A-2
Dva kusy Do 27A-1 s drobnými úpravami interiéru.
Do 27A-3
Do 27A-1 se zvýšeným limitem maximální vzletové hmotnosti vzniklý v 88 kusech.
Do 27A-4
Varianta Do 27A-3 s širším podvozkem, postavená v počtu 65 kusů.
Do 27B-1
86 kusů s dvojím řízením jinak odpovídajících A-1.
Do 27B-2
Do 27B-1 s menšími úpravami interiéru. Vzniklo 5 kusů.
Do 27B-3
Do 27B-2 se zvýšeným limitem maximální vzletové hmotnosti vzniklý v 16 kusech.
Do 27B-5
Označení pro přestavby verze B-3 na standard A-4.
Do 27H-1
Jeden Do 27B-2 s motorem Avco Lycoming GSO-480 o výkonu 340 hp (254 kW), třílistou vrtulí a zvětšenými ocasními plochami.
Do 27H-2
Varianta založená na H-1 určená pro Švýcarské vzdušné síly, s některými modifikacemi podobnými jako u verze Do 27Q-1.
Do 27J-1
Označení dvanácti Do 27A-4 pro armádu Belgie.
Do 27K-1
Označení šestnácti Do 27A-4 určených pro Portugalské letectvo.
Do 27K-2
Čtrnáct kusů mírně modifikovaných Do 27K-1 pro Portugalsko.
Do 27Q-1
Šestimístná verze Do 27A-1 pro civilní trh, vzniklá v 16 kusech.
Do 27Q-3
Čtyřmístná varianta Do 27Q-1 s motorem Continental O-470K výkonu 230 hp (171,5 kW) vzniklá v jednom exempláři.
Do 27Q-4
Vylepšený Do 27Q-1 s pomocnými nádržemi paliva. Postaveno 34 kusů.
Do 27Q-5
Vylepšený Do 27Q-4 s upraveným interiérem, vzniklý v 12 exemplářích.
Do 27Q-5(R)
Jednomístná zemědělská verze Do 27Q-5.
Do 27Q-6
Varianta Do 27Q-5 s úpravami interiéru. Dva vyrobené kusy byly vyvezeny do Brazílie a Guiney-Bissau.
Do 27S-1
Plovákový letoun se svislou ocasní plochou prodlouženou pod spodní část trupu, vzniklý v jednom exempláři.
Do 27T
Jeden Do 27Q-4 přestavěný s turbovrtulovým motorem Turbomeca Astazou II.

## Uživatelé

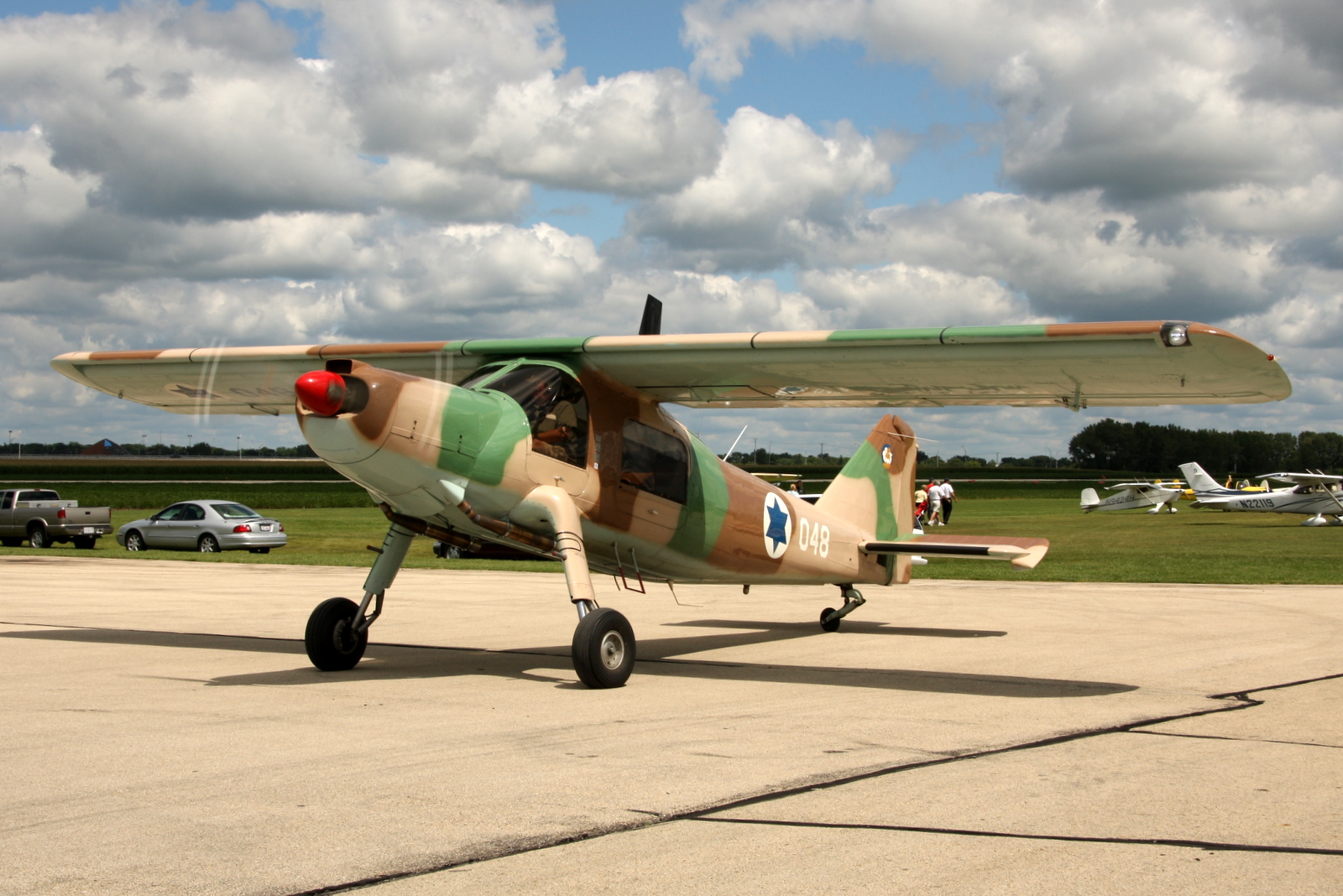
Do 27 v barvách Izraelských obranných sil

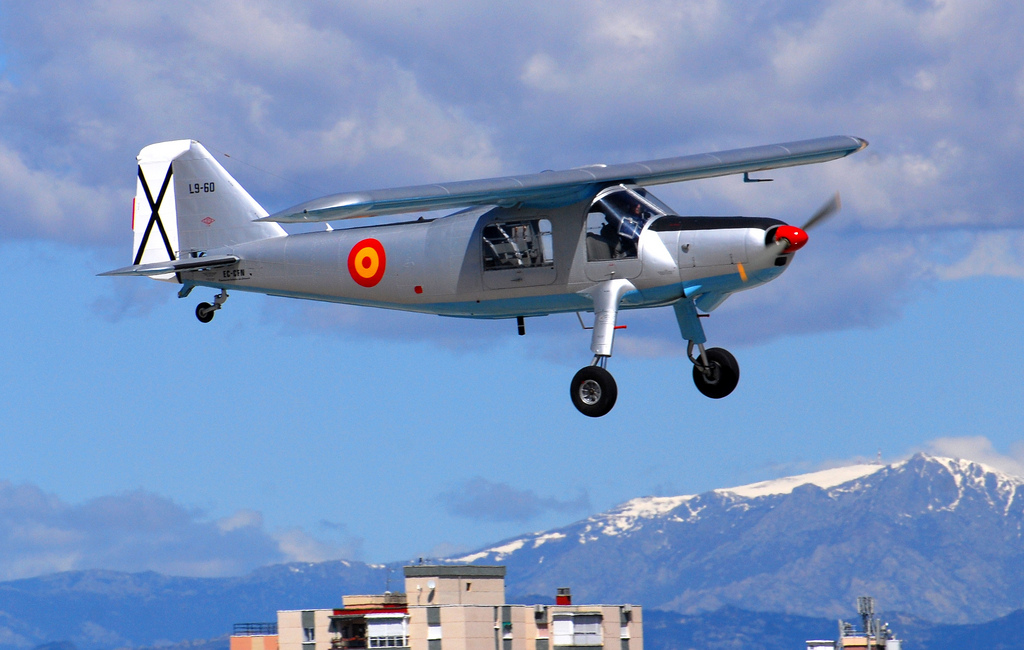
Do 27 ve zbarvení Španělského letectva

### Civilní
- Turecko
  - Hlavní kartografické ředitelství

### Vojenští
- Angola
  - Angolské letectvo[5]
- Belgie
  - Belgická armáda
- Belize
  - Letecké křídlo ozbrojených sil Belize
- Burundi
- Guinea-Bissau
  - Ozbrojené síly Guiney-Bissau[6]
- Izrael
  - Izraelské vojenské letectvo
- Jihoafrická republika
  - South African Air Force (v letech 1958–1967 provozovalo dva stroje)[7]
- Konžská republika
- Kypr
  - Kyperské letectvo
- Lesotho
  - Lesothské obranné síly
- Malawi
  - Ozbrojené síly Malawi
- Německo
  - Heeresfliegertruppe
  - Luftwaffe
  - Marineflieger
- Nigérie

- Portugalsko
  - Portugalské letectvo
- Rwanda
- Španělsko
  - Španělské letectvo
- Švédsko

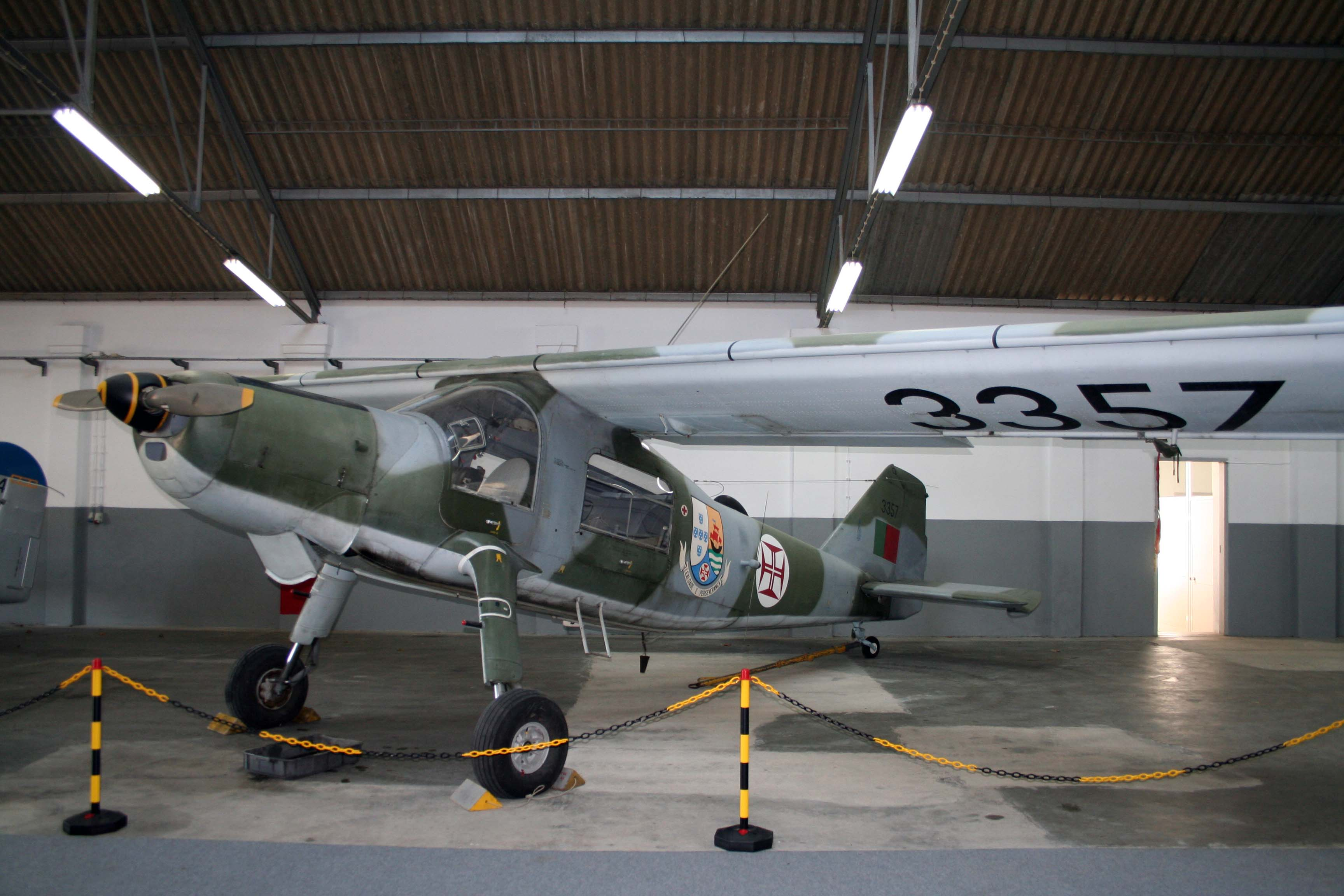
Portugalský Do 27

  - Švédská armáda (v letech 1961–1991 užívala pět letounů)
  - Švédské letectvo
- Švýcarsko
  - Švýcarské vzdušné síly
- Turecko
  - Turecká armáda
  - Turecké četnictvo

## Specifikace (Do 27Q-5)

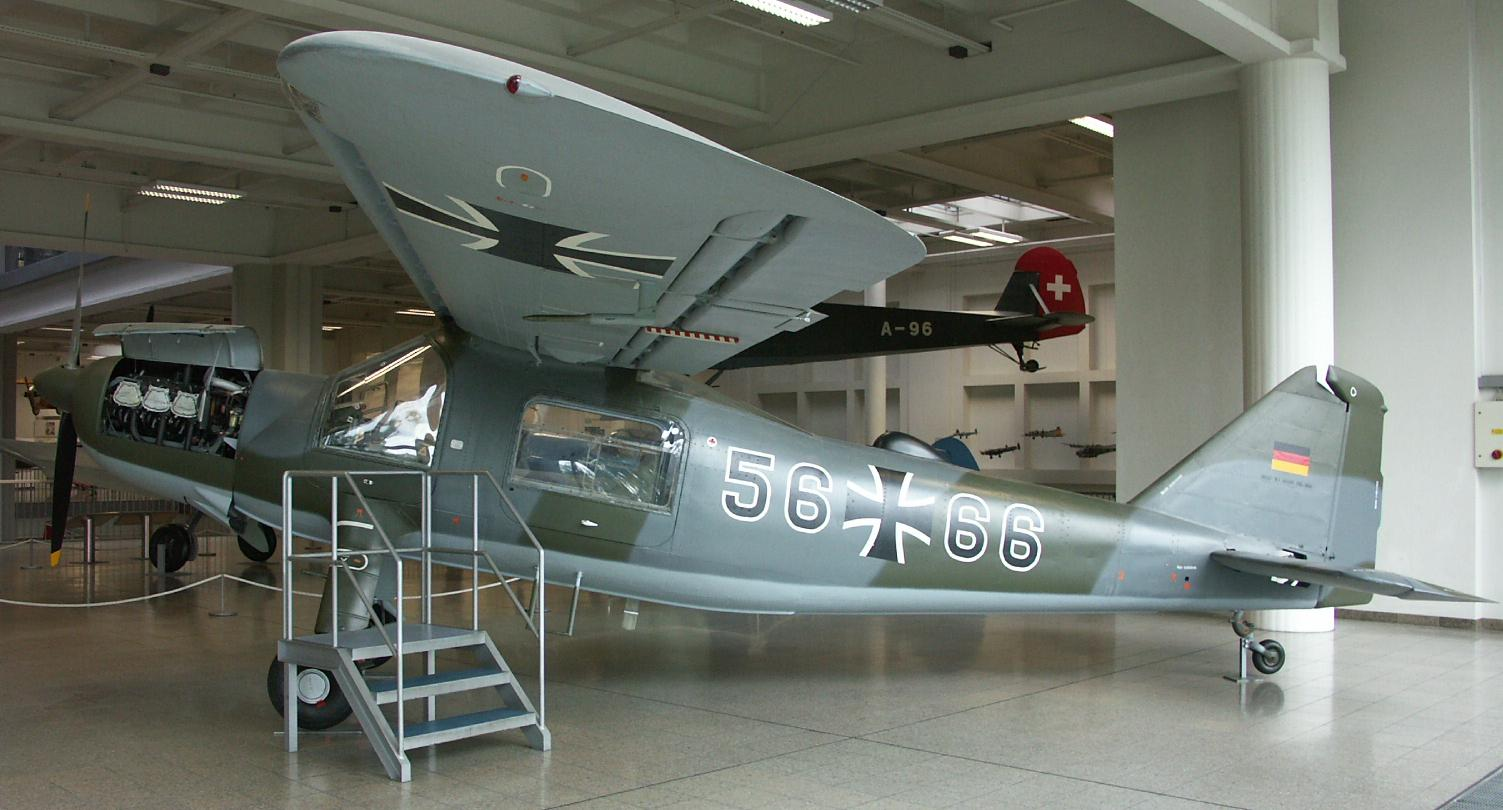
Do 27 Luftwaffe vystavený v Německém muzeu v Mnichově.

Údaje podle

### Technické údaje
- Osádka: 1–2
- Kapacita: 4–6 cestujících
- Délka: 9,60 m
- Rozpětí: 12 m
- Nosná plocha: 19,4 m²
- Výška: 2,80 m
- Prázdná hmotnost: 1 073 kg
- Vzletová hmotnost: 1 850 kg
- Pohonná jednotka: 1 × šestiválcový boxer Lycoming GO-480-B1A6
- Výkon pohonné jednotky: 201 kW (270 hp)

### Výkony
- Maximální rychlost: 232 km/h
- Maximální přípustná rychlost letu: 333 km/h
- Cestovní rychlost: 211 km/h
- Pádová rychlost: 74 km/h
- Praktický dostup: 3 290 m
- Dolet: 1 287 km